# Claude Simon
Claude Simon (Antananarivo, Madagascar, 13 d'octubre de 1913 - París, França, 6 de juliol de 2005) fou un escriptor francès en llengua francesa de família perpinyanesa i resident a la vila rossellonesa de Salses, considerat un dels pares del nouveau roman, guardonat amb el Premi Nobel de Literatura l'any 1985.

## Biografia
Va néixer el 10 d'octubre del 1913 a la ciutat d'Antananarivo, capital de l'illa de Madagascar, en aquells moments colònia francesa. Un any després, el seu pare, oficial de l'exèrcit, va ser mort durant la Primera Guerra Mundial i Simon es va instal·lar amb la seva mare a Perpinyà, on residia la seva àvia. En finalitzar l'escola secundària al Collège Stanislas de París i després d'unes breus estades acadèmiques a la Universitat d'Oxford i la de Cambridge, va estudiar pintura sota la direcció del cubista André Lhote.
El 1936, va viatjar a Barcelona i va lluitar en la Guerra Civil al costat del bàndol republicà, una experiència que el marcà per a la resta de la seva vida. En esclatar la Segona Guerra Mundial, va participar en la batalla del Mosa l'any 1940; però, detingut pels alemanys, fou enviat a un camp d'extermini a Saxònia. En el trasllat a un camp de presoners de França, va aconseguir escapar-se i es va afiliar al moviment de la Resistència francesa. Refugiat al sud-est francès, en aquell moment zona lliure, va establir-se a la població de Salses, i es va dedicar a la vitivinicultura, la pintura i la ⁣⁣fotografia⁣⁣, abans de dedicar-se a l'escriptura.
Els últims anys de la seva vida va alternar la seva residència entre Salses i París, ciutat on va morir el 6 de juliol del 2005 a noranta-un anys. Dominique de Villepin, primer ministre de França, va expressar la seva "tristesa més profunda" per la mort de Simon, dient en la seva declaració: "La literatura francesa ha perdut un dels seus grans autors".

## Obra literària
Les seves primeres obres com a escriptor, Le Tricheur (El trampós, 1946) i La Corde Raide (La corda fluixa, ⁣⁣1947⁣⁣), no obtenen grans èxits, però el 1960 publicà La Route des Flandres (La ruta de Flandes), el seu primer èxit literari i en la qual tracta sobre la derrota militar francesa del 1940 i per la qual rebé el premi de la Nouvelle vague l'any 1961. Juntament amb Alain Robbe-Grillet i Nathalie Sarraute, Robert Pinget, Samuel Beckett, Jean Ricardou i Claude Ollier, va formar part del grup literari del nouveau roman, sorgit a França l'any 1950 i que breument va incloure la presència de Michel Butor i Marguerite Duras.
El 1967, fou guardonat amb el Premi Médicis per la seva obra Histoire (Història), que explica un dia qualsevol en la vida d'un home jove. Aquesta obra el va confirmar com un autor de prestigi i minoritari, una consideració que no canviarà fins a l'obtenció del Premi Nobel.
El 1981, surt a la llum Les Géorgiques (Les geòrgiques), en què en tres èpoques diferents i en períodes d'agitació i violència —la Revolució Francesa, la Guerra Civil espanyola i la Segona Guerra Mundial— tres personatges viuen successos i experiències que semblen superposar-se. En aquest llibre, l'autor torna a reflectir la seva experiència en el bàndol republicà de la Guerra Civil espanyola.
El 1985, fou guardonat amb el Premi Nobel de Literatura per la qualitat de les seves novel·les, que combinen la creativitat del poeta i la del pintor en donar un profund testimoniatge de la complexitat de la condició humana.
El 1989 publicà L'Acacia (L'acàcia), una novel·la fortament autobiogràfica i que és reconeguda com una obra mestra de la literatura antibèl·lica. En aquesta obra, descriu el viatge amb la seva mare i la seva tieta a través de la França devastada de l'any 1918, a la recerca de la tomba del seu pare. El 2001, a vuitanta-vuit anys, va publicar la seva última novel·la, Le Tramway (El tramvia), una autobiografia amb records de la seva infància i vellesa, en la qual es descriu a si mateix com un autor "difícil, avorrit, il·legible i confús".

### Obra seleccionada
| - 1945: Le Tricheur - 1947: La Corde raide - 1952: Gulliver - 1954: Le Sacre du Printemps - 1957: Le Vent. Tentative de restitution d'un retable baroque - 1958: L'Herbe - 1960: La Route des Flandres - 1962: Le Palace - 1966: Femmes, sobre vint-i-tres pintures de Joan Miró - 1967: Histoire, - 1969: La Bataille de Pharsale | - 1970: Orion aveugle - 1971: Les Corps conducteurs - 1973: Triptyque - 1975: Leçon de choses - 1981: Les Géorgiques - 1984: La Chevelure de Bérénice - 1987: L'Invitation - 1988: Album d'un amateur - 1989: L'Acacia - 1992: Photographies, 1937-1970 - 1994: Correspondance avec Jean Dubuffet - 1997: Le Jardin des Plantes - 2001: Le Tramway |

## Traduccions al català
- El palace. Trad. Jaume Fuster. Editorial Laia, 1986. ISBN 84-7222-936-X
- Les geòrgiques. Trad. Víctor Compta. MOLU, 1989. ISBN 84-297-2951-8
- L'acàcia. Trad. Xavier Lloveras. Edicions Proa, col·lecció A tot vent, 1991. ISBN 84-7739-189-0
- El tramvia. Trad. Joan Francesc Mira. Edicions Bromera 2002. ISBN 978-84-7660-686-5